# Среднее Огове
Среднее Огове  (фр. Moyen-Ogooué) — провинция в центре Габона. Площадь составляет 18 535 км², население — 69 287 человек (2013 год). Административный центр — город Ламбарене.

## География
Граничит на севере с провинцией Волё-Нтем, на востоке с провинцией Огове-Ивиндо, на юго-востоке с провинцией Нгуни, на юго-западе с провинцией Огове-Маритим, на северо-западе с провинцией Эстуарий.
Всю провинцию пересекает с юго-запада на северо-восток река Огове. Здесь в неё впадают притоки Окано и Нгуни. В северной части провинцию пересекает экватор.

## Население
По данным на 2013 год численность населения составляет 69 287 человека.
Динамика численности населения провинции по годам:
| 1993   | 2013   |
| ------ | ------ |
| 42 316 | 69 287 |

## Департаменты
В административном отношении провинция подразделяется на 2 департамента:

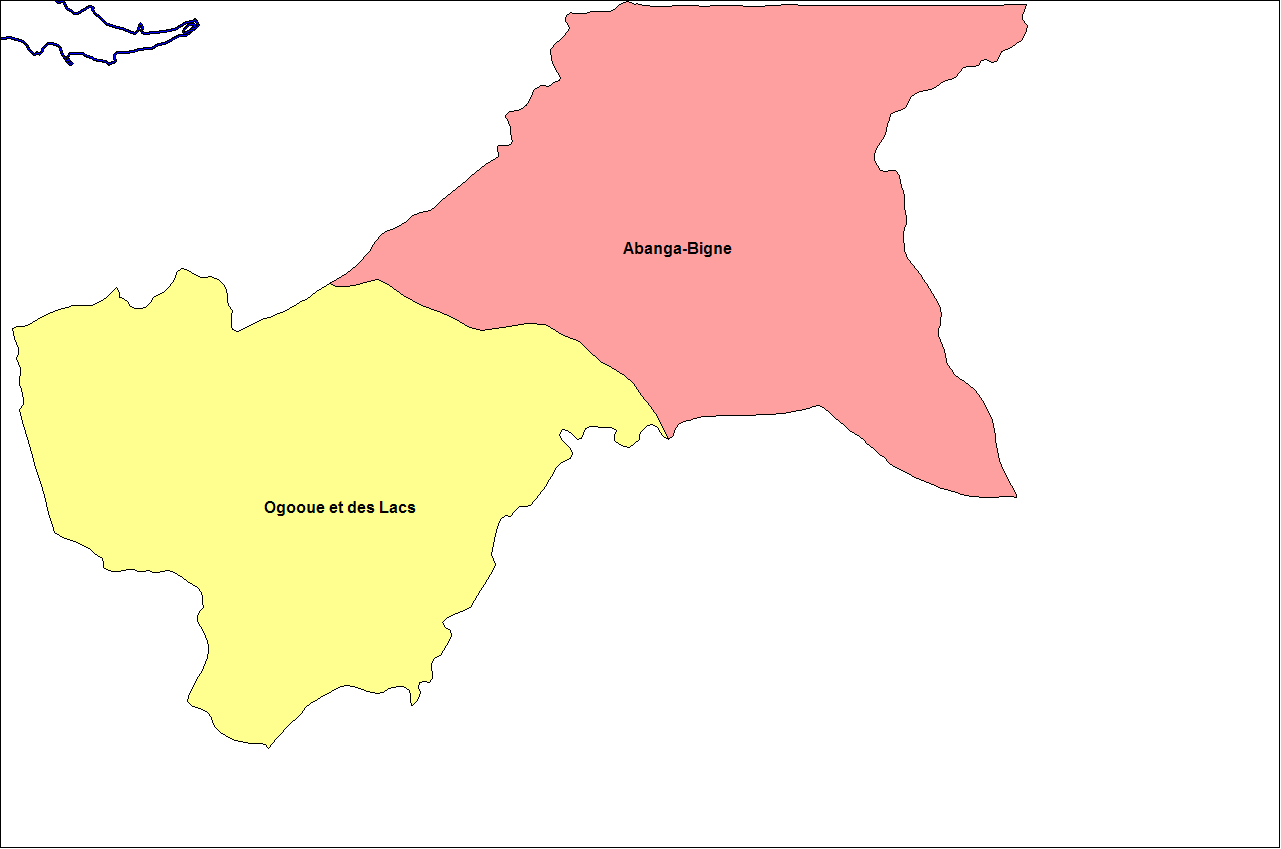
Департаменты Среднего Огове

- Абанга-Бинье (адм. центр — Нджоле) (Abanga-Bigné)
- Огове и Де-Лак (адм. центр — Ламбарене) (Ogooué et des Lacs)